# Wyprawy krzyżowe w oczach Arabów
Wyprawy krzyżowe w oczach Arabów (franc. Les Croisades vues par les Arabes) – książka Amina Maaloufa, pisarza libańskiego tworzącego w języku francuskim.
Autor przedstawił wyprawy krzyżowe (1095–1291) w oparciu o źródła arabskie, odwołując się jednocześnie do źródeł zachodnich. 